# Tulcán (kanton)
Tulcán – kanton w Ekwadorze, w prowincji Carchi. Stolicą kantonu jest Tulcán.